# Tegelträsket
Tegelträsket är en sjö i Åsele kommun och Örnsköldsviks kommun i Lappland och ingår i Gideälvens huvudavrinningsområde. Sjön har en area på 3,9 kvadratkilometer och ligger 382 meter över havet. Sjön avvattnas av vattendraget Flärkån.

## Delavrinningsområde
Tegelträsket ingår i det delavrinningsområde (709262-160286) som SMHI kallar för Utloppet av Tegelträsket. Medelhöjden är 409 meter över havet och ytan är 21,23 kvadratkilometer. Det finns inga avrinningsområden uppströms utan avrinningsområdet är högsta punkten. Flärkån som avvattnar avrinningsområdet har biflödesordning 2, vilket innebär att vattnet flödar genom totalt 2 vattendrag innan det når havet efter 149 kilometer. Avrinningsområdet består mestadels av skog (61 procent) och sankmarker (16 procent). Avrinningsområdet har 3,91 kvadratkilometer vattenytor vilket ger det en sjöprocent på 18,4 procent.